# 絕對緘默
《絕對緘默》（西班牙語：El silencio），是一部2023年Netflix原創西班牙犯罪驚悚迷你影集。由艾托·加比隆多開創、執導與編劇，並與蓋博·伊班涅茲和艾斯特班·克雷斯波共同執導，《菁英殺機》的艾朗·皮坡、曼諾·瑞亞斯以及阿爾穆德娜·阿摩領銜主演。首季於2023年5月19日上映。

## 劇情
安娜（阿爾穆德娜·阿摩飾）和她的團隊暗中監視少年塞吉奧（艾朗·皮坡飾），調查這位弒親者的過往究竟發生了什麼未解之謎，讓他再也無法開口與任何人說話。

## 演員及角色

### 主要角色
- 塞吉奧·西斯卡（Sergio Ciscar；艾朗·皮坡飾演）

一個剛出獄的少年，自從父母過世後再也沒有說過話。
- 安娜·杜塞（Ana Dussuel；阿爾穆德娜·阿摩（英语：Almudena Amor）飾演）

調查員，監視並分析塞吉奧的行為。
- 瑪塔（Marta；克里斯蒂娜·科瓦尼飾演）

服飾店店員，塞吉奧的朋友，艾尼克的女友，協助安娜調查塞吉奧。
- 艾尼克（Eneko；曼諾·瑞亞斯飾演）

房地產仲介，瑪塔的男友。
- 卡布雷拉（Cabrera；奧托·魯納（英语：Aitor Luna）飾演）

警察局副局長。
- 納塔尼（Natanael；拉米洛·布拉斯（西班牙语：Ramiro Blas）飾演）

牧師、塞吉奧的輔導員。
- 葛蕾塔（Greta；阿里亞·貝德馬爾（西班牙语：Aria Bedmar）飾演）

安娜的助手。
- 米格（Mikel；米克爾·洛薩達（英语：Mikel Losada）飾演）

安娜的助手。

### 常設角色
- 諾娃（Noa）

塞吉奧的養妹。
- 席薇亞（Silvia；艾蓮娜·薩恩斯飾演）

納塔尼的妻子。

## 集數

### 影集概覽
| 季數 | 集数 | 集数 | 上線日期      | 上線日期      |
| ---- | ---- | ---- | ------------- | ------------- |
| 1    | 6    | 6    | 2023年5月19日 | 2023年5月19日 |

### 第1季（2023年）
| 總集數 | 集數 （季） | 標題  | 導演                         | 編劇                                                                        | 上線日期      |
| ------ | ----------- | ----- | ---------------------------- | --------------------------------------------------------------------------- | ------------- |
| 1      | 1           | 第1集 | 蓋博·伊賓尼斯（Gabe Ibáñez） | 艾托·加比隆多、瓊·巴貝羅（Joan Barbero）、伊納基·岡薩雷斯（Iñaki González） | 2023年5月19日 |
| 2      | 2           | 第2集 | 蓋博·伊賓尼斯                | 艾托·加比隆多、瓊·巴貝羅、伊納基·岡薩雷斯                                   | 2023年5月19日 |
| 3      | 3           | 第3集 | 艾斯特班·克雷斯波            | 艾托·加比隆多、安娜·卡薩多（Anna Casado）、伊納基·岡薩雷斯                  | 2023年5月19日 |
| 4      | 4           | 第4集 | 艾斯特班·克雷斯波            | 艾托·加比隆多、瓊·巴貝羅、伊納基·岡薩雷斯                                   | 2023年5月19日 |
| 5      | 5           | 第5集 | 艾托·加比隆多、蓋博·伊賓尼斯 | 艾托·加比隆多、安娜·卡薩多、莫妮卡·奧維赫羅（Mónica Ovejero）               | 2023年5月19日 |
| 6      | 6           | 第6集 | 蓋博·伊賓尼斯                | 艾托·加比隆多、瓊·巴貝羅、伊納基·岡薩雷斯                                   | 2023年5月19日 |

## 製作
本劇由犯罪影集《生存許可》的創作者艾托·加比隆多開創、編劇與執導，並由Alea Media公司為Netflix製作。
主體拍攝於2022年5月開始，同年9月結束拍攝，拍攝地點於首都馬德里和西班牙北方城市畢爾包。

## 發行
本劇將於2023年5月19日在Netflix首播。

## 外部連結
- 在Netflix上觀看《絕對緘默》
- 互联网电影数据库（IMDb）上《絕對緘默》的资料（英文）
- 豆瓣电影上《絕對緘默》的資料 （简体中文）